# Segura (fiume)
Il Segura (in latino Tader, in arabo وادي الأبيض Wadi al-Abyad, «fiume Bianco») è un importante fiume spagnolo che scorre nel sud - est del Paese iberico.
Nasce in Andalusia (provincia di Jaén), attraversa la Castiglia-La Mancia (provincia di Albacete), la regione di Murcia e sfocia nel Mar Mediterraneo a Guardamar del Segura, nella Comunità Valenciana (provincia di Alicante).
È uno dei fiumi con maggiori problematiche dal punto di vista ambientale della Spagna ed è conosciuto per la sua portata molto irregolare (alterna gravi inondazioni a periodi di secca). 
Per lungo tempo tristemente famoso per i gravi problemi di inquinamento delle sue acque, oggi la situazione è notevolmente migliorata grazie ad importanti investimenti di depurazione e di recupero.

## Percorso

### Corso alto
Il Segura nasce nella Sierra di Segura a circa 5 km da Pontón Bajo, da una piccola sorgente chiamata Fuente Segura, nel territorio comunale di Santiago-Pontones (Jaén). Qui riceve alcuni affluenti che, a dispetto della brevità del corso, possono contare su portate sempre presenti, anche nei periodi di estrema siccità.

### Corso medio
Dalla confluenza con il Mundo (150 km e 20 m³/s), inizia il corso medio del Segura. Qui il fiume è caratterizzato dallo scorrere più o meno veloce delle acque e l'alveo è delimitato da una piccola pianura, molto fertile.
Inoltre, le sue acque e quelle dei suoi maggiori affluenti, sono prelevate per scopi irrigui; non mancano alcune dighe che prelevano svariata acqua dal fiume.

### Corso basso
A partire dalla traversa fluviale denominata el Solvente (Beniel - provincia di Alicante), il fiume entra nel suo corso basso; scorre attraverso una zona dove in estate si superano i 40°, dunque la portata risulta molto ridotta. Da secoli protagonista di disastrose alluvioni in occasione di piogge abbondanti, i recenti interventi di canalizzazione e di raddrizzamento del corso d'acqua hanno consentito di porvi rimedio, non impedendo però che si verificasse un nuovo evento alluvionale nel settembre 2019.
Le principali città toccate dal fiume, in questo tratto sono Murcia e Orihuela.
Giunto a Guardamar del Segura, sfocia nel mar Mediterraneo (Gola del Segura - dalla lunghezza di metri 221), con un estuario canalizzato. Dalla sorgente alla foce il Segura ha una lunghezza di 325 km.

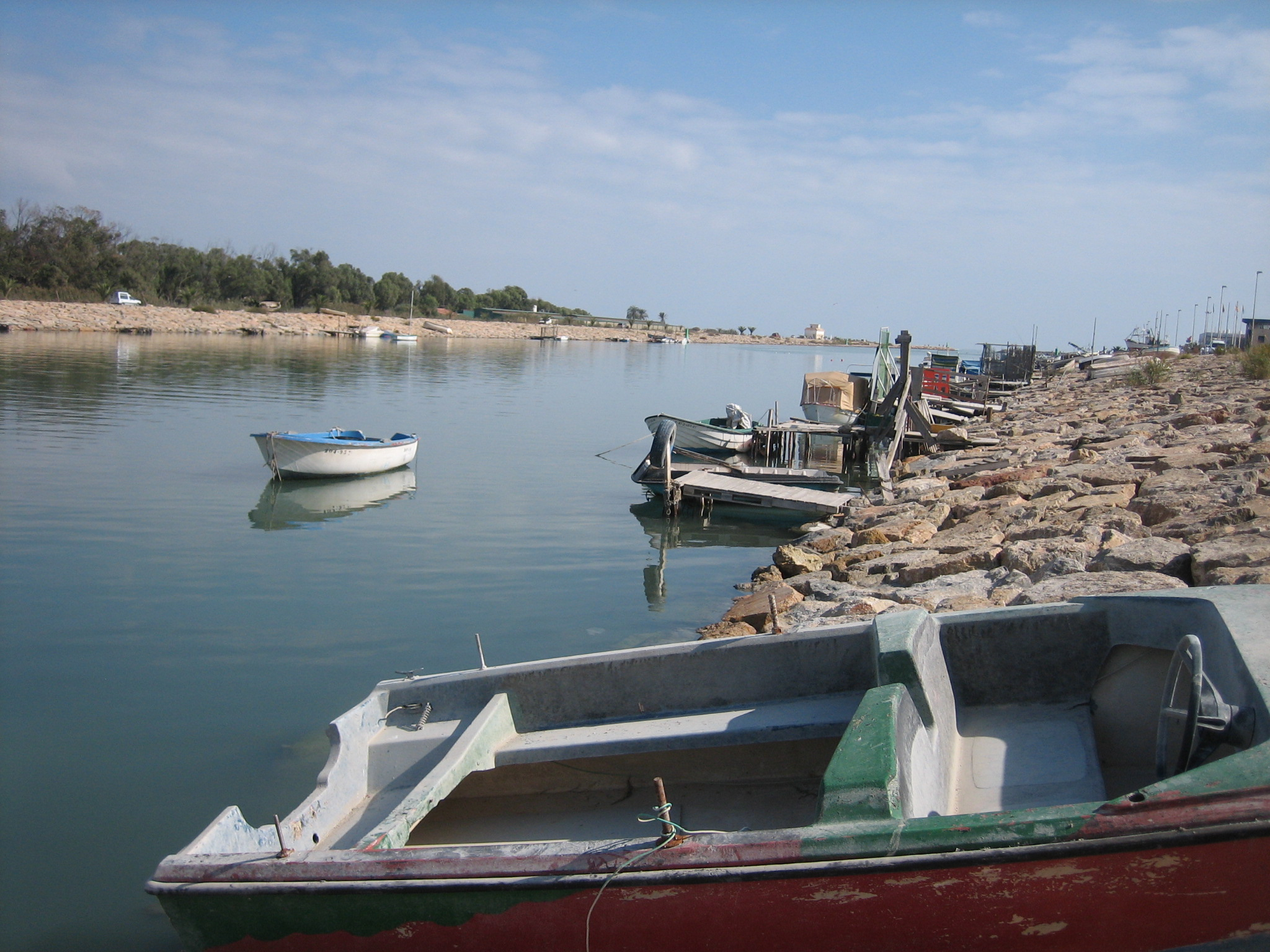
la foce del Segura

## Regime idrologico
La portata media del Segura, specie nel corso basso, è molto discontinua.
Il primo tratto è caratterizzato da un innumerevole numero di affluenti che garantiscono una portata quasi sempre costante.
Il tratto medio è invece caratterizzato da numerosi prelievi irrigui che ne diminuiscono sensibilmente la portata.
Negli ultimi anni la portata media del Segura è diminuita particolarmente per lo stato di semi siccità che prevale nella zona di Murcia:  a Orihuela nel 1970 era di 21,59 m³/s mentre oggi è solo di 5 m³/s.

## Lista degli affluenti
I principali affluenti del Segura, ordinati dalla sorgente sino alla foce sono i seguenti:
- Madera;
- Zumeta;
- Tus
- Taibilla (2,95 m³/s);
- Mundo (20,42 m³/s);
- Alhárabe;
- Benamor;
- Argos;
- Río Quípar (0,79 m³/s);
- Rambla del Judío;
- Mula;
- Pliego;
- Guadalentín, Sangonera o Reguerón (0,1 m³/s);
- Rambla del Bosch;
- Rambla Nogalte;
- Luchena;
- Turrilla;
- Torrealvilla;
- Rambla Salada;
- Rambla di Abanilla

## Galleria d'immagini

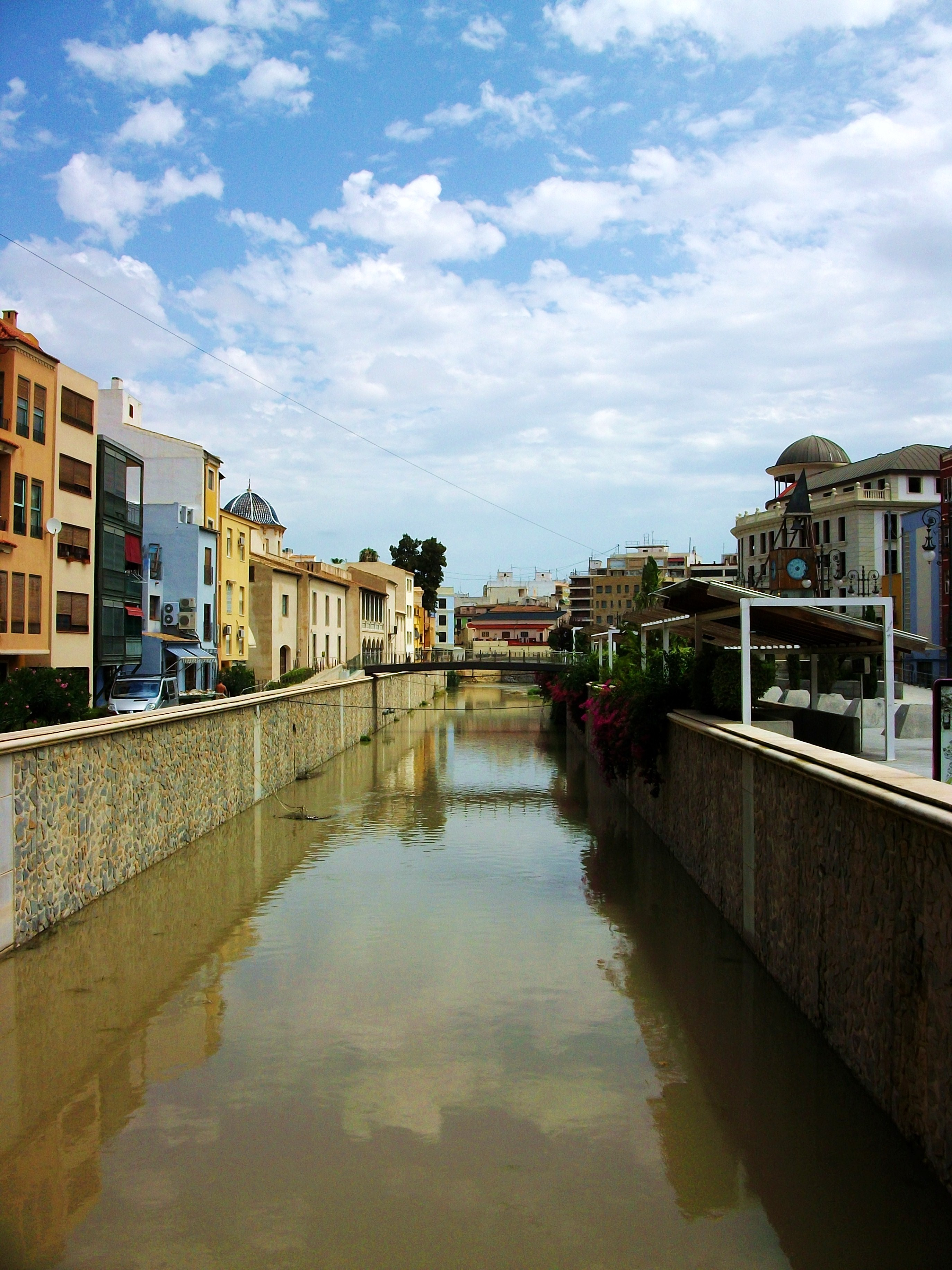
Il Segura a Orihuela
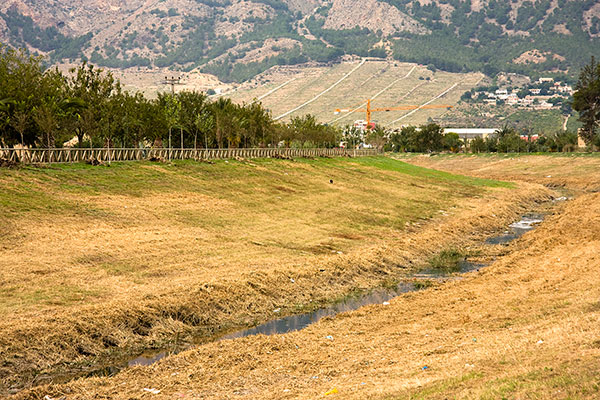
Il Segura a Orihuela, in secca
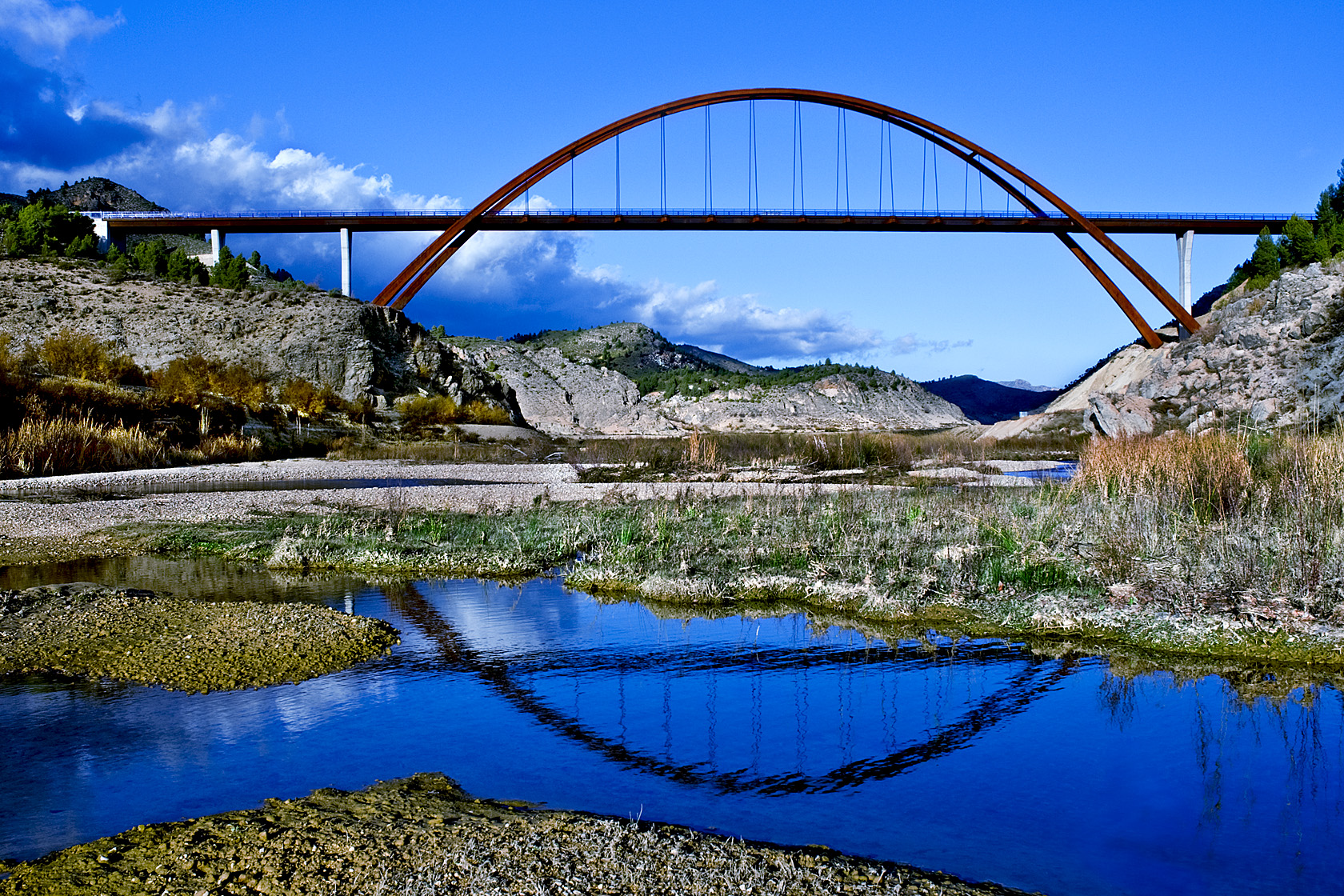
il ponte di Vicaria
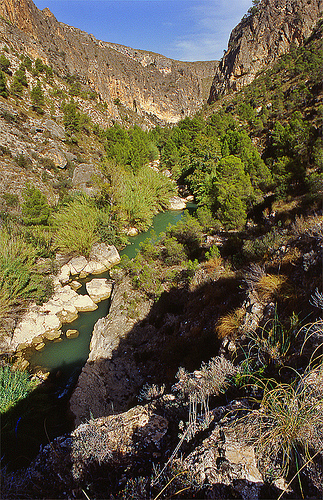
Il Canyon del Segura
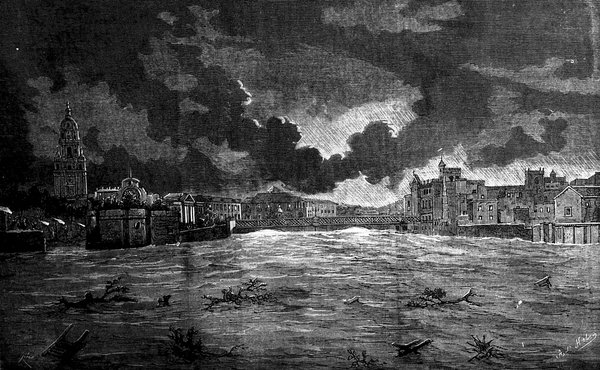
La riada de Santa Teresa, esondazione tradica del Segura
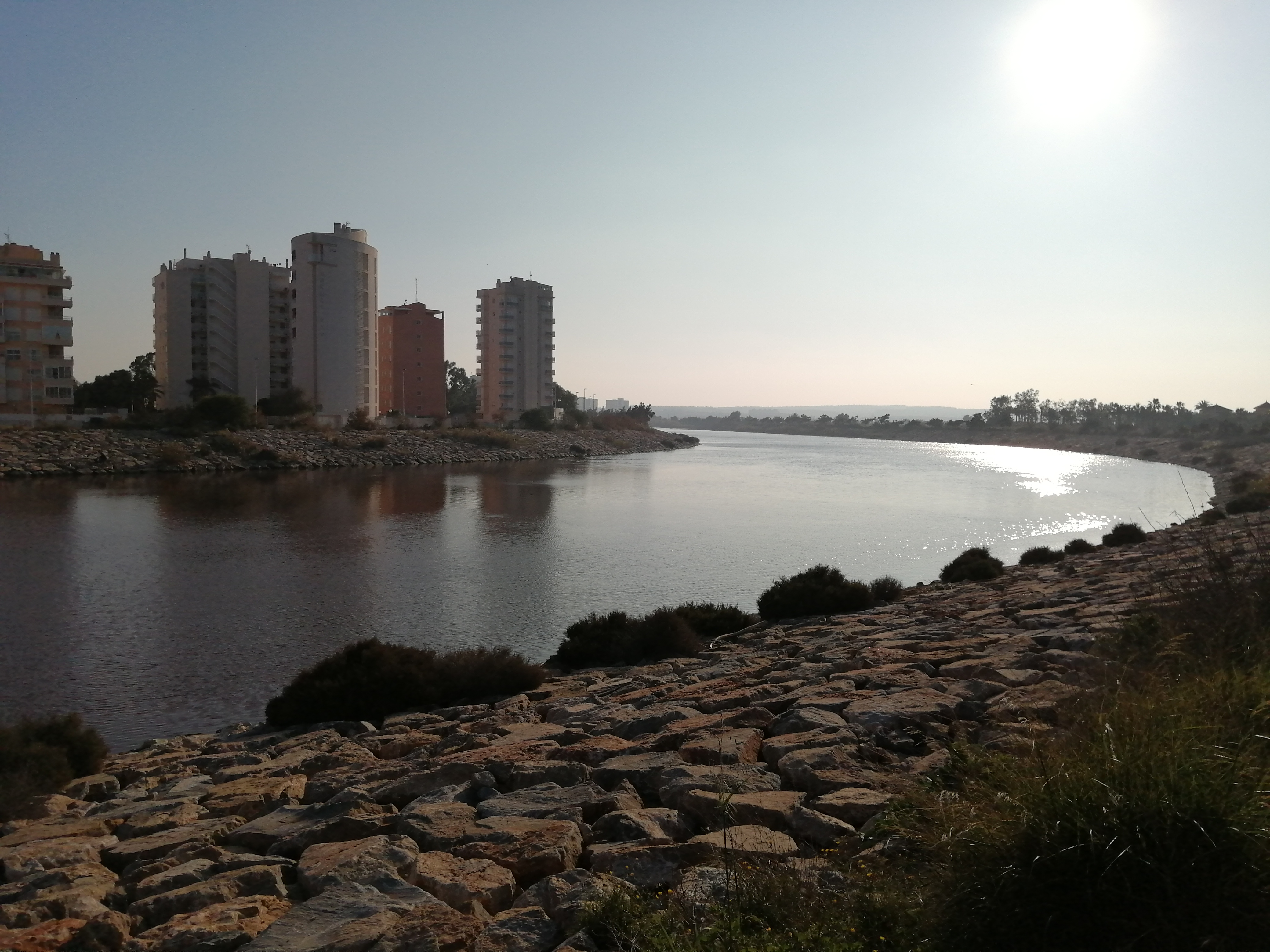
Il Segura nel suo tratto finale a Guardamar